# Casa de raport de pe str. Mihai Eminescu, 1 (Chișinău)
Casa de raport de pe str. Mihai Eminescu, 1 este o clădire amplasată pe str. Mihai Eminescu, 1 în Chișinău, Republica Moldova. Este un monument arhitectural de importanță națională inclus în Registrul monumentelor Republicii Moldova ocrotite de stat cu nr. 73 (municipiul Chișinău). Datează din sec. XIX – înc. sec. XX.